# Los autonautas de la cosmopista
Los autonautas de la cosmopista (o Un viaje atemporal París-Marsella) és un llibre escrit en coautoria per l'escriptor argentí Julio Cortázar i la seva esposa, la fotògrafa nord-americana Carol Dunlop, en què es narra el viatge emprès a bord d'una Volkswagen Combi vermella, denominada Fafner com el drac de Wagner, per l'Autopista del Sud, partint des de París rumb a Marsella, durant 33 dies.